# 伊施珀塔尔
伊施珀塔尔是奥地利下奥地利州梅尔克县的一个市镇。总面积47.65平方公里，总人口1861人，人口密度39.1人/平方公里（2005年）。